# 에드거 평화왕
에드거(영어: Edgar, 고대 영어: Ēadgār 애아드가르[æːɑdɣɑːr], 943년경-975년)은 앵글로색슨 잉글랜드의 왕이다. 별명은 평화왕(the Peaceful).